# Mazatèque de Chiquihuitlan
Le mazatèque de Chiquihuitlan (ou plus correctement, mazatèque de Chiquihuitlán) est une langue mazatèque parlée dans  le nord-ouest de l'État d'Oaxaca et dans l'État de Veracruz, au Mexique.

## Une langue menacée
La langue est parlée dans le district de Cuicatlán de l'Oaxaca. En 1977, Jamieson estimait que 90 % des 6 000 habitants de Chuquihuitlan Juarez étaient de langue maternelle mazatèque. Le recensement de 1990 ne comptait plus que 2 500 locuteurs.

## Classification
Le parler mazatèque de Chiquihuitlan est une langue amérindienne. Comme tous les parlers mazatèques, il appartient à la branche popolocane de la famille des langues oto-mangues.

## Phonologie
Les tableaux présentent les phonèmes du mazatèque de Chiquihuitlan, les voyelles et les consonnes.

### Voyelles
|         | Antérieure | Centrale | Postérieure |
| ------- | ---------- | -------- | ----------- |
| Fermée  | i [i]      |          | u [u]       |
| Moyenne | e [e]      |          | o [o]       |
| Ouverte | ä [æ]      | a [a]    |             |

### Qualité des voyelles
Les voyelles peuvent être laryngalisées. Ainsi baʔ31 est-il [βaʔa].

### Consonnes
|               |               | Bilabiale | Dentale | Palatale | Rétrofl. | Vélaire | Glottale |
| ------------- | ------------- | --------- | ------- | -------- | -------- | ------- | -------- |
| Occlusives    | Occlusives    |           | t [t]   | ty [tʲ]  |          | k [k]   | ʔ [ʔ]    |
| Fricatives    | Fricatives    | b [β]     | s [s]   |          | š [ʂ]    |         | h [h]    |
| Affriquées    | Affriquées    |           | c [t͡s]  | č [ t͡ʃ ] |          |         |          |
| Nasales       | Nasales       | m [m]     | n [n]   | ñ [ɲ]    |          |         |          |
| Liquides      | Liquides      |           | r [r]   |          |          |         |          |
| Semi-voyelles | Semi-voyelles |           |         | y [j]    |          |         |          |

### Allophones
Les occlusives quand elles sont Prénasalisées deviennent sonores, ainsi     
/nt/ est [n͡d], /nk/ est [ŋ͡g], /nc/ est [n͡d͡z], /nč/ est [n͡d͡ʒ].
La glottale [h] dévoise la voyelle ou la consonne nasale qui la suit.
- ho1, deux est prononcé [o̥o]
- čha4, il parle [tʃḁa]
- hma1, noir [m̥mã]
- hne2, feuille de palme [n̥ne]
- hña4, piment chili [ɲ̥ã]

### Nasalisation
La nasalisation, en mazatèque de Chiquihuitlan, est un trait phonologique. Si les voyelles nasales sont phonémiques, les mots contenant une consonne nasale sont obligatoirement nasalisés.

### Une langue tonale
Le mazatèque de Chiquitlan est une langue tonale qui possède quatre tons, haut, marqué /1/, moyen, marqué /2/, bas-moyen, marqué /3/ et bas, marqué /4/.